# Adesmia smithiae
Adesmia smithiae es una especie de planta floral del género Adesmia, categorizada en la tribu Dalbergieae, de la familia Fabaceae.

## Distribución
Especie nativa de Argentina. Crece en el bioma templado.

## Taxonomía
Fue descrita por DC.
Tratamiento taxonómico
La especie aparece registrada y publicada en Annales des Sciences Naturelles (Paris) 4: 95 (1825).